# Waleri Wassiljewitsch Radajew

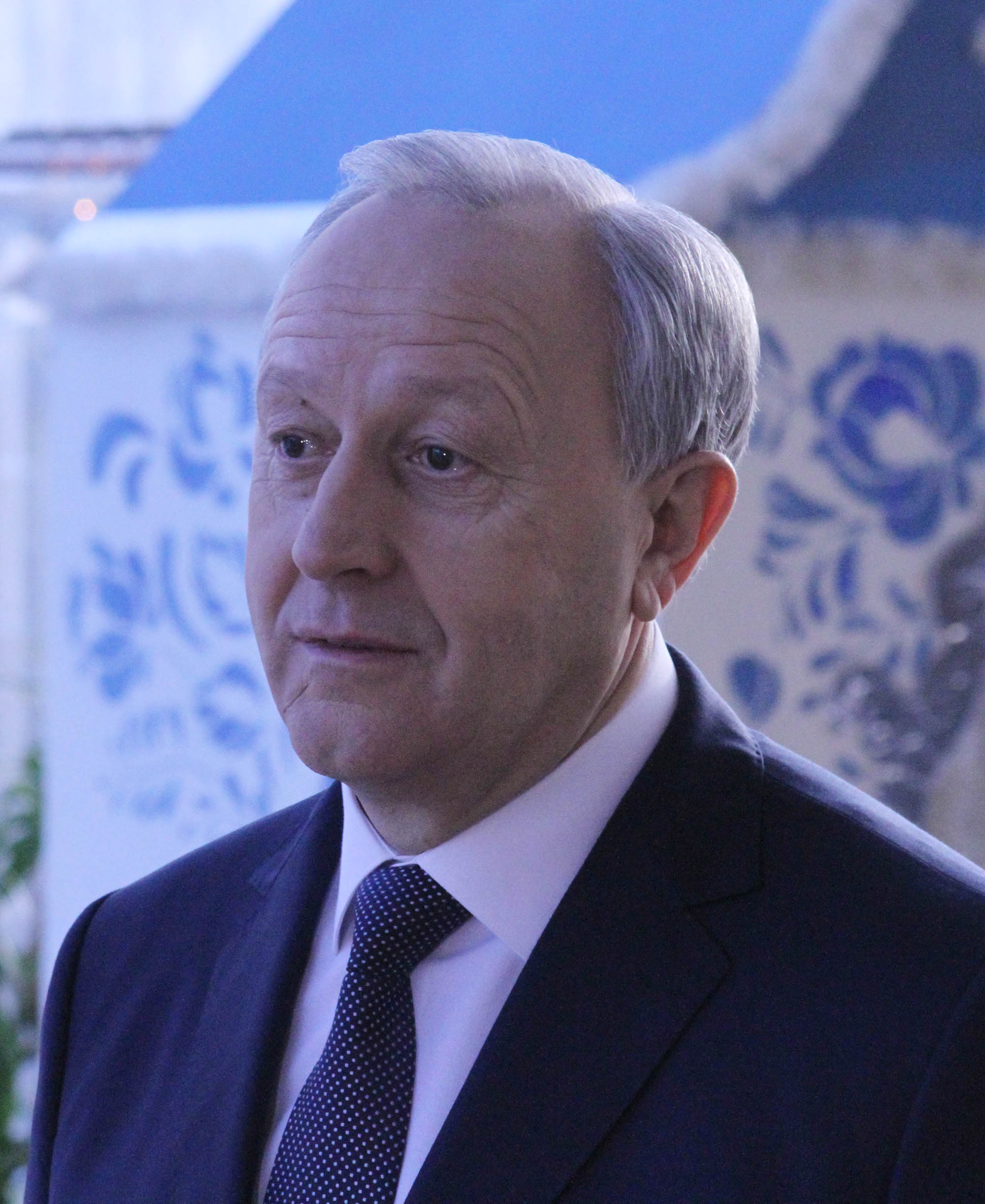
Waleri Wassiljewitsch Radajew

Waleri Wassiljewitsch Radajew (russisch Валерий Васильевич Радаев; * 2. April 1961 im Dorf Blagodatnoe, Provinz Chwalinski, Oblast Saratow, RSFSR, UdSSR) ist ein russischer Politiker und Gouverneur der Oblast Saratow von 2012 bis 2022.

## Werdegang
Radajew absolvierte 1980 die landwirtschaftliche Hochschule Marxowski (heutzutage Zweigstelle der Nikolai Wawilow Agraruniversität in Saratow). Hier erwarb er 1994 in Abwesenheit eine weitere akademische Qualifikation als Maschinenbauingenieur im Institut für die Mechanisierung der Landwirtschaft. 10 Jahre später bekam er einen Doktortitel an der Staatlichen Technischen Universität Saratow verliehen.
Radajew arbeitete zwischen 1993 und 1996 als Leiter eines landwirtschaftlichen Betriebs in seinem Heimatdorf Blagodatnoe. 1996 übernahm er die Stadtverwaltung der Provinz Chwalinski. Zwischen 2005 und 2007 war er als Abteilungsleiter der föderalen Einrichtung für veterinärmedizinische und pflanzenschutzrechtliche Aufsicht in Saratow tätig, bevor er zum Abgeordneten und kurze Zeit später zum Vorsitzenden der Regionalduma gewählt wurde.
Am 5. April 2012 ernannte die Regionalduma Radajew zum Gouverneur der Oblast Saratow.
Bei den Gouverneurswahlen im September 2017 erlangte Radajew mehr 70 Prozent der abgegebenen Stimmen und behielt das Amt als Gouverneur der Oblast Saratow.